# Latit
Latit je vulkanska stijena od fenokristala olivina, augita i labradora koji se nalaze u staklastoj osnovnoj masi kalijskog karaktera. Nastaje kristalizacijom lave intermedijarnog sastava, na površi Zemlje.

## Karakteristike
Minerali koji izgrađuju latit su:
- alkalni feldspat: sanidin,
- plagioklas: andezin,
- mineral: biotit, hornblenda, augit.

Struktura latita je porfirska, dok je njegova tekstura masivna.
Porastom sadržaja alkalnog feldspata latiti prelaze u trahite a smanjenjem alkalnog feldspata u andezite ili bazalte ovisno od prisustva kiselih ili bazičnih plagioklasa. 